# Typophyllum mortuifolium
Typophyllum mortuifolium är en insektsart som beskrevs av Walker, F. 1870. Typophyllum mortuifolium ingår i släktet Typophyllum och familjen vårtbitare. Inga underarter finns listade i Catalogue of Life.